# リシュリュー
枢機卿およびリシュリュー公爵アルマン・ジャン・デュ・プレシー（フランス語: Armand Jean du Plessis, cardinal et duc de Richelieu, 1585年9月9日 - 1642年12月4日）は、カトリック教会の聖職者にしてフランス王国の政治家である。1624年から死去するまでルイ13世の宰相を務めた。緋色の枢機卿（the Red Eminence 仏：l'Éminence rouge）とも呼ばれた。

## 概要
フランス西部の小貴族の三男として生まれ、聖職者の道を進んだリシュリューは、1607年に司教叙階を受け、1609年にリュソン司教に任じられた。1614年の全国三部会に聖職者代表として出席し、そのときの活躍が認められて政界入りした。ルイ13世と母后マリー・ド・メディシスとの政争に巻き込まれ一時失脚するが、才腕を認められて1622年に枢機卿に任じられ、2年後の1624年、首席国務大臣（事実上の宰相）に任じられた。当時、ドイツを舞台に起こっていた三十年戦争をめぐる外交姿勢（リシュリューは介入に積極的）などをめぐって母后マリーと対立したが、1631年にマリーがロレーヌ公のもとへと逃れていった。
中央集権体制の確立と王権の強化に尽力し、行政組織の整備、三部会の停止などを通じて後年の絶対王政の基礎を築いた。また、国内のプロテスタントを抑圧し1628年にはフランスにおける新教勢力の重要な拠点であったラ・ロシェルを攻略した（ラ・ロシェル包囲戦）。対外的には、勢力均衡の観点から同じカトリック勢力であるオーストリア・ハプスブルク家、スペイン・ハプスブルク家に対抗する姿勢をとった。そのため、国内ではラ・ロシェルを攻略したように反国王の立場をとるプロテスタントを抑圧したにもかかわらず、三十年戦争に際してプロテスタント側（反ハプスブルク家）で参戦した。一方で、文化政策にも力を注ぎ、1635年には「フランス語の純化」を目標にアカデミー・フランセーズを創設した。
これらの諸政策は一部の王族や封建的な大貴族の強い反発を招き、幾度となくリシュリューを排除しようとする陰謀が企てられたが、その度に発覚して関係者が処刑された。しかしながら、これらの動きはリシュリューの死の直前まで続いた。1642年に居館のパレ・カルディナル（現パレ・ロワイヤル）で没し、後に建てられたパリのソルボンヌ教会に葬られている。
第二次世界大戦に参加したフランス海軍の戦艦「リシュリュー」が彼にちなんで命名されたほか、1959年から1963年まで発行された10フラン紙幣に肖像が採用されていた。

## 生涯

### 青少年期
後にリシュリュー枢機卿となるアルマン・ジャン・デュ・プレシー・ド・リシュリューは、1585年9月9日にフランス西部の下級貴族夫妻の5人の子供の4番目、三男としてパリで生まれた。リシュリュー一族はポワトゥーの下級貴族ではあったが、父フランソワ・デュ・プレシー・ド・リシュリュー（1548年 - 1590年）は、軍人でありかつ宮内裁判所長官として国王アンリ3世に仕える廷臣であり、母シュザンヌ・ド・ポルトは著名な法学者の娘であった。アルマンが5歳の時に父はユグノー戦争で戦死し、家族には負債が残されたが、国王から恩給が施されたため家族は経済的な貧困に陥らずに済んだ。アルマンは9歳の時にパリのナヴァール学寮へ入学して哲学を学び、その後軍人を志した。長兄アンリは国王アンリ4世に仕え、その側近となっていた。
アンリ4世はフランソワの戦争での報償としてリシュリュー家にリュソン司教職を与えていた。リシュリュー家はこの司教職の収入をもっぱら私用に供していたが、教会の目的のために資産を使うことを望む聖職者たちから訴訟を起こされていた。母シュザンヌは重要な収入源を守るために次男アルフォンスをリュソン司教に就かせようとするが、アルフォンスはカルトジオ修道会の修道士になることを望み、司教職を拒否した。このため、弟のアルマンが聖職者の途に入らねばならなくなった。痩せて虚弱な少年だったが学問を好む彼は、期待に背くことはなかった。
1606年、国王側近の長兄アンリの働きかけにより、国王アンリ4世は21歳のリシュリューをリュソン司教に任命した。彼はまだ教会法の定める年齢に達していなかったため、ローマ教皇の特免を受けるためローマを訪れて、1607年4月に正式に司教の叙階を受けた。1608年に司教区へ赴任して程なく、プロテスタントが強い力を持つこの教区で改革を布告した。リシュリューはトリエント公会議で定められた教会改革をフランスで最初に実施した司教となった。
この頃、リシュリューは「ジョセフ神父」（Père Joseph）の名で知られるカプチン・フランシスコ修道会のフランソワ・ルクレール・デュ・トランブレーと親交を持ち、後に彼はリシュリューの腹心となった。リシュリューとの親交と、常に灰色のローブを身に着けていたことにより、ジョセフ神父は“l'Éminence grise”（灰色の枢機卿、黒幕）の異名を持つことになる。後にリシュリューは彼を外交交渉にしばしば用いている。

### 権力掌握まで

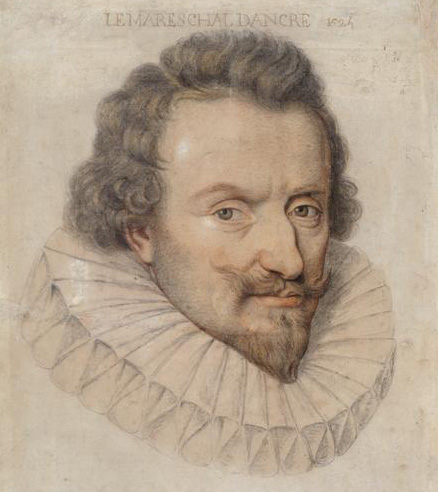
リシュリューの初期のパトロンのコンチーノ・コンチーニ

1614年、ポワトゥーの聖職者たちの求めにより、リシュリューは教区の代表として全国三部会へ出席した。三部会において彼は精力的な教会の代弁者として活動し、教会の免税と司教の政治的権力の向上を主張した。彼はトレント公会議の布告の実施を主張する最も際立った聖職者だった。平民の第三部会が彼の努力に対する最大の敵対者となった。会議の終わりに第一部会（聖職者）は請願書や意思決定を読み上げる演説者に彼を選んだ。リシュリューの雄弁は摂政マリー・ド・メディシスとその寵臣コンチーノ・コンチーニの関心を引き、三部会の閉会後まもなく、リシュリューはルイ13世の王妃アンヌ・ドートリッシュの司祭として宮廷に仕えることになった。
当時の宮廷では、9歳のルイ13世が即位したときに母后マリー・ド・メディシスは摂政となり、1614年にルイ13世が成人して摂政を終えた後も実権を握り続けていた。リシュリューは母后マリーの寵臣で当時最も有力な大臣だったコンチーノに忠実に仕えることによって、政治の世界へ踏み込んだ。1616年、リシュリューは国務卿となり外交を担当、コンチーニと共にマリーの助言者となった。だが、彼女の諸政策と寵臣コンチーニは国内では人気がなく、結果マリーとコンチーニは宮廷内の陰謀の標的となった。彼らの最大の敵はシャルル・ダルベールである。1617年4月、ダルベールの画策によりルイ13世はコンチーニの逮捕を命じ、その結果コンチーニは暗殺され、マリー・ド・メディシスの政権は倒された。リシュリューが31歳の時のことである。
コンチーニの遺体がパリの群衆によって寸断され、晒し物にされていたところを通りかかったリシュリューは、彼の馬車に誰何する群衆に「国王に対する忠誠である」と彼らの行為を称えて難を逃れている。

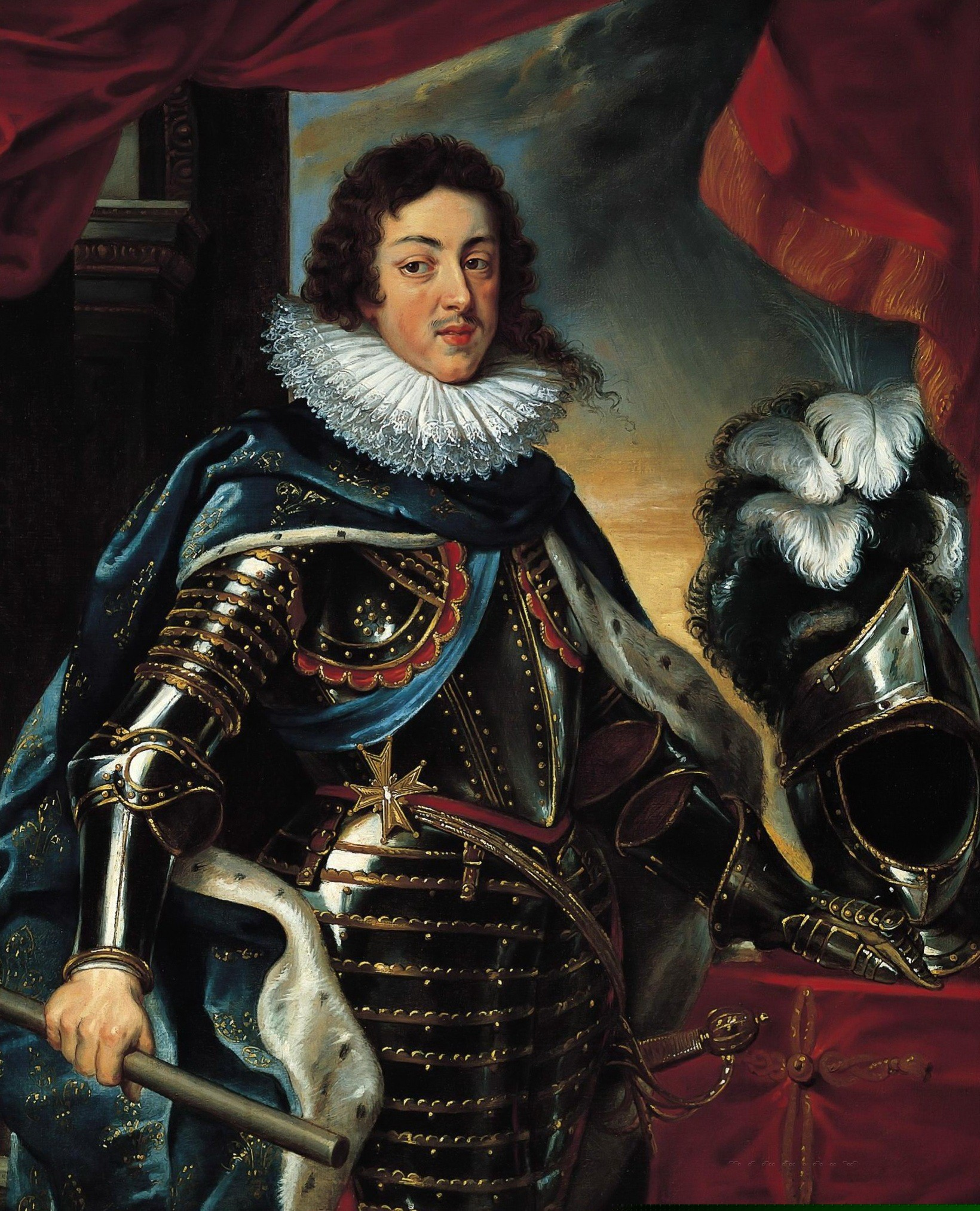
ルイ13世は初期の治世においては名目だけの君主に過ぎず、実権は母后マリー・ド・メディシスに握られていた

ルイ13世はダルベールをリュイヌ公となし、寵臣リュイヌ公が新たな権力者となった。一方、パトロンの死により権力を失ったリシュリューは罷免され、宮廷から追放された。さらに1618年、リシュリューを依然として疑っていた国王は彼をアヴィニョンへ追いやった。この地でリシュリューは多くの時間を著作に費やし、"L'Instruction du chrétien"と題する公教要理を著している。
1619年、マリー・ド・メディシスは幽閉されていたブロワ城から脱走し、貴族反乱軍の名目上の指導者となった。国王とリュイヌ公はリシュリューを召還して母后の説得に当たらせた。リシュリューはこれに成功して、母后と国王との調停を行った。この複雑な交渉はアングレーム和議が締結されて実を結び、マリー・ド・メディシスは自由を取り戻し、国王と和解した。この頃に母后マリーに仕えていた長兄リシュリュー侯アンリが決闘を行い死亡している。
1621年にリュイヌ公が死ぬと、リシュリューは急速に権力を掌握し始める。翌1622年、リシュリューの国務会議入りを母后マリーから推薦されたルイ13世は、彼を悪魔のように憎んでいると拒絶していたが、国王はリシュリューを枢機卿に任命し、同年4月19日にローマ教皇グレゴリウス15世は彼を叙階した。
フランスはユグノー（フランスのプロテスタント）の反乱などの危機に瀕しており、リシュリューは国王にとってなくてはならない助言者になりつつあった。1624年4月に国務会議の顧問官に任命されると、リシュリューは首席国務卿ラ・ヴィユーヴィル侯の失脚を企てた。同年8月にラ・ヴィユーヴィル侯は汚職容疑で逮捕され、リシュリューが代わって首席国務卿（宰相）となった。リシュリューが38歳の時のことである。

### 宰相

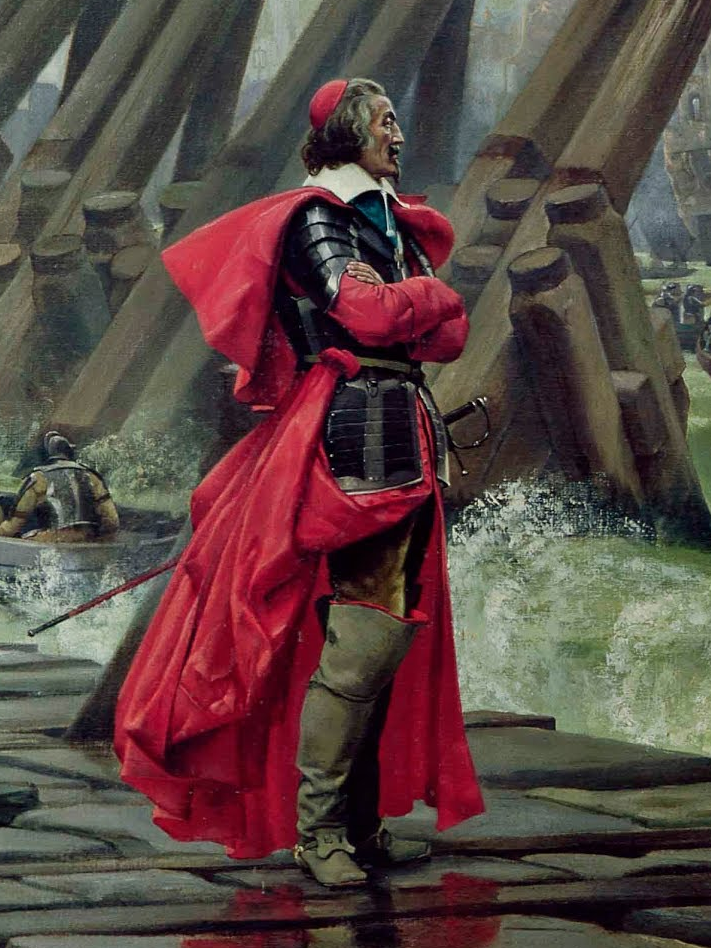
ラ・ロシェル包囲戦を指揮するリシュリュー枢機卿。アンリ・ポール・モット 画

リシュリュー枢機卿は「私の第一の目標は国王の尊厳。第二は国家の盛大である」と述べている。
リシュリューの政策は主に二つの目標から成っていた。王権の強化と、オーストリアとスペインを領するハプスブルク家への対抗である。宰相となって程なく、彼はヴァルテッリーナ（北イタリア、ロンバルディアの渓谷）での危機に直面した。この地域におけるスペインの企図に対抗すべく、リシュリューはプロテスタント・スイスのカントン（州）であるグラウビュンデン（ここも戦略的に重要な渓谷である）を支援した。リシュリューはヴァルテッリーナに軍隊を展開させて教皇の駐留軍を追い払ってしまう。ローマ教皇を敵に回してプロテスタントのカントンを支援するリシュリューの決定は、カトリックが優勢なフランスで多くの敵をつくることになった。
国王の権力をさらに固めるために、リシュリューは封建貴族層の影響力を抑制しようとした。1626年、彼は城代の地位を廃止し、国防用を除く全ての城塞の破却を命じた。これによって、彼は国王に対する反乱に用いられたフランス貴族の防御拠点を奪い去った。中世以来の帯剣貴族たちには決闘の習慣があり、しばしば決闘禁止令が出されたが一向に守られなかった。リシュリューは改めて決闘禁止令を出し、違反した貴族を容赦なく処刑してこの悪習を絶っている。この結果、リシュリューは多くの貴族たちから憎まれることになる。
王権の強化のもうひとつの障害が、フランスにおける宗教分裂であった。国内における最大の政治的宗教的分派であるユグノーは多数の軍隊を有し、反乱を起こしていた。さらにはイングランド王チャールズ1世がユグノーを支援すべくフランスに宣戦布告をする。1627年、リシュリューは軍に対してユグノーの拠点ラ・ロシェルの包囲を命じ、自らが包囲軍の指揮を執った。バッキンガム公率いる英艦隊がラ・ロシェル救援のために派遣されたが、惨めな失敗に終わっている。ラ・ロシェルは1年以上持ちこたえたものの、1628年に降伏した（ラ・ロシェル包囲戦）。
ラ・ロシェルで大敗を喫した後も戦闘を続けていたロアン公アンリ率いるユグノー軍も1629年に撃破され、アレス和議に服した。この結果、1598年のナント勅令で与えられたプロテスタントに対する信仰の自由は認められたものの、政治的軍事的諸特権は廃止されてしまう。ロアン公は死罪にはならず、後にフランス軍の将軍となっている。

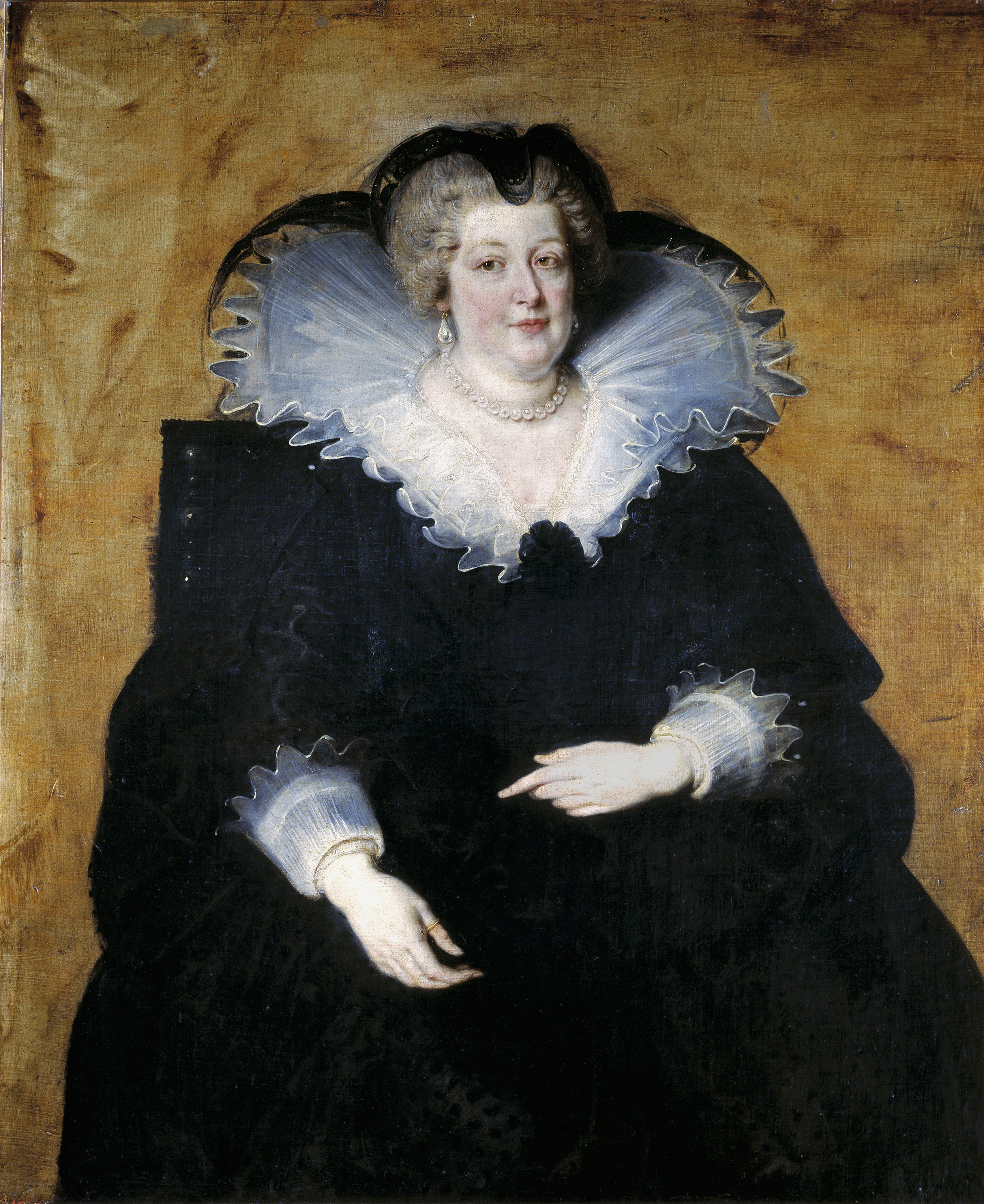
「欺かれし者の日」事件でリシュリュー失脚を企てた母后マリー・ド・メディシス。

ハプスブルク・スペインはユグノーとの紛争でフランス軍が引き止められている状況を利して、北イタリアのマントヴァ公国継承問題に軍事介入をしていた。ユグノーが降伏した後にリシュリューはこれに積極的に対抗し、1629年2月、ルイ13世とリシュリューは自ら軍を率いてアルプス山脈を越え、北イタリアに出征してスペイン軍を撤退させた。そして、彼は、「リシュリュー公爵にしてフランス貴族」（同輩公：duc et pair）に列せられた。しかし、戦費調達のために財政難に陥り、母后マリーを始めとする貴族や民衆の反発を受けている（マントヴァ継承戦争）。
その翌年、リシュリューの地位は以前のパトロンである母后マリー・ド・メディシスに脅かされることになる。母后マリーはリシュリューが自分の権力を盗んだと信じており、リシュリューの対ハプスブルク政策に反対するカトリック篤信派の国璽尚書ミシェル・ド・マリヤックと結びついてリシュリュー失脚を謀り、息子のルイ13世に宰相の罷免を求めた。当初、ルイ13世はこれを拒否していたものの、結局は説得されて同意した。1630年11月11日、母后マリー・ド・メディシスと王弟オルレアン公ガストンはリシュリュー罷免の確約を国王から受ける。
リシュリューはこの陰謀に気づくとすぐに、翻意するよう国王を説得した。結局、ルイ13世は土壇場で態度を翻し、リシュリュー支持を表明する（欺かれし者の日）。リシュリューが45歳の時のことである。これ以降、国王のリシュリューに対する支持が揺らぐことはなかった。一方、陰謀を画策したマリヤックは逮捕され、母后マリー・ド・メディシスはコンピエーニュに幽閉され、その後亡命している。母后マリーとオルレアン公はリシュリュー失脚の陰謀を続けるが、成功することはなかった。
貴族たちも権力を奪われたままだった。唯一の大きな反乱は1632年のモンモランシー公アンリ2世の反乱で、リシュリューは敵対者たちを徹底的に弾圧し、モンモランシー公の処刑を命じた。リシュリューの苛烈な方法は彼の敵を威嚇するためのもので、「仮借なきリシュリュー。恐るべき枢機卿は人を支配するよりも粉砕する」と評された。彼はまた政治的地位を安泰とするため、フランス国内外にスパイ網を構築している。

### 三十年戦争

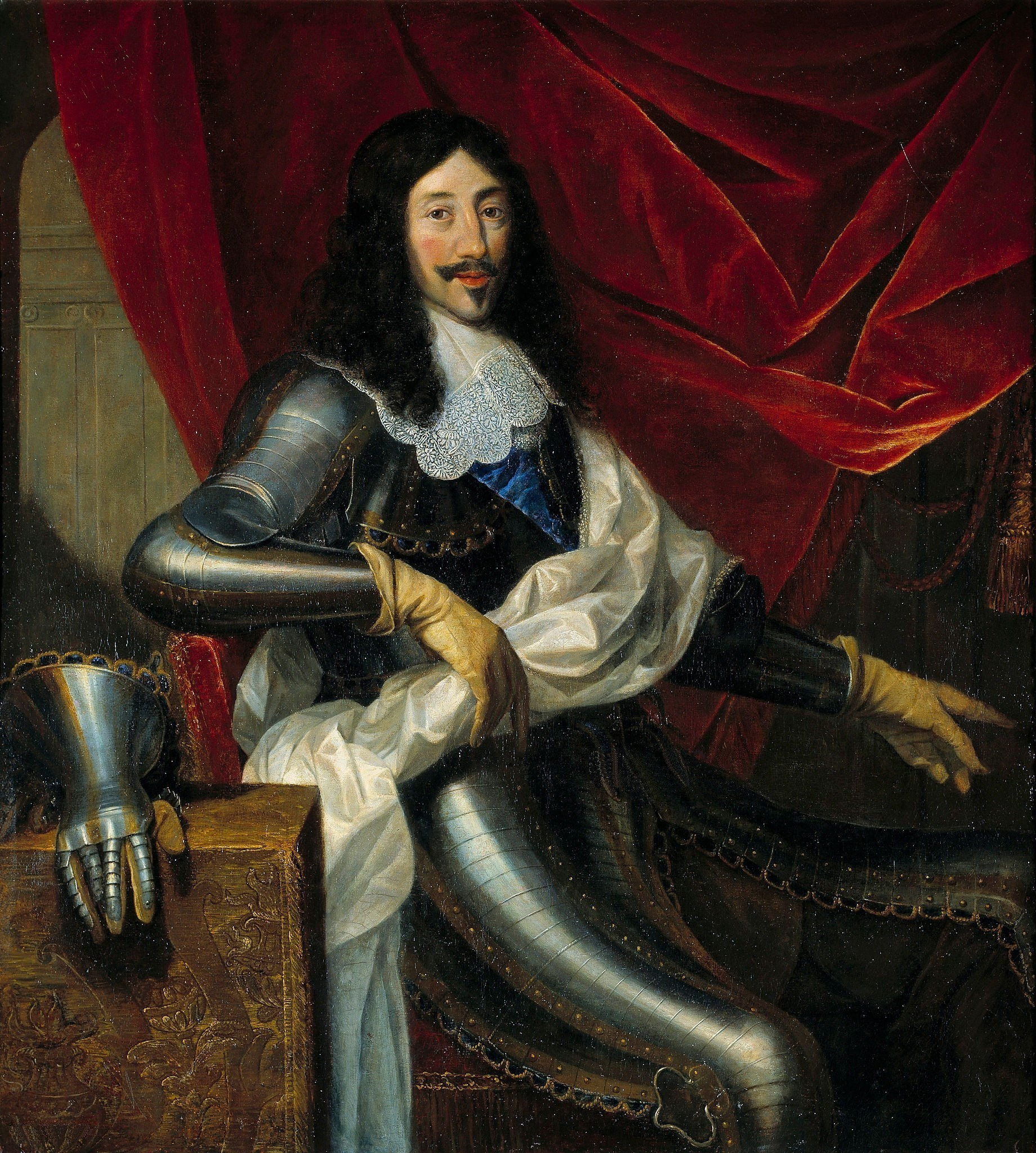
壮年期のルイ13世

リシュリューが権力を握る以前から、ヨーロッパ諸国の多くが三十年戦争に参戦していた。フランスは公式にはスペインとオーストリアを支配するハプスブルク家と開戦していなかったが、ハプスブルク家の敵対者たちに秘密裏に資金などの援助を行っていた。1624年、フランスから秘密裏に援助を受けたマーキス・ド・クーヴル率いる分遣隊が、ヴァルテッリーナをスペインから解放した。1625年にはリシュリューはイングランド軍に仕えるドイツの著名な傭兵隊長エルンスト・フォン・マンスフェルトへ資金を送ってもいる。
1629年になると、神聖ローマ皇帝フェルディナント2世はドイツにおいて敵対するプロテスタントのほとんどを制圧、フェルディナント2世の影響力を警戒したリシュリューはスウェーデンに介入を促し資金を与えている。一方で、フランスとスペインは北イタリアを巡って争っていた。ハプスブルク帝国とスペインを結ぶ当時の北イタリアはヨーロッパの勢力均衡の戦略的要地であり、ハプスブルク帝国の軍隊がこの地方を支配することはフランスの国益にとって重大な脅威となっていた。1630年にレーゲンスブルク駐在フランス大使がスペインとの和平協定を結ぶと、リシュリューは支持を拒絶した。協定ではフランスのドイツ介入を禁じていたため、リシュリューはルイ13世に協定への署名を拒否するよう助言、1631年にフランスは戦争に介入したスウェーデンと同盟を結んだ（ベールヴァルデ条約）。フランスをプロテスタント勢力と正式に同盟させたことで、リシュリューは裏切者とローマ・カトリック教会から非難された。
1635年、フランスは正式にスペインに宣戦布告して三十年戦争に参戦した。戦争は当初、スペイン軍と皇帝軍が勝利を重ねてフランスは劣勢を強いられ、一時は皇帝軍がパリ近くまで迫るほどだったが、双方ともに決定的な優勢を得ることはできず、戦争はリシュリューの没後まで続くことになる。リシュリューは軍人としてアンギャン公（後のコンデ公ルイ2世）とテュレンヌを取り立て、この2人が三十年戦争でフランス軍を率いて活躍することになる。
戦費は国家の財政にとって大きな負担となったため、リシュリューは塩税（gabelle）とタイユ税（土地税：taille）を引き上げた。タイユ税は戦争遂行と軍の増強の財源となっていた。聖職者と貴族、そしてブルジョワは免税されていたり、課税を容易く逃れることができたため、重荷は貧しい庶民にのしかかることになった。より効果的な徴税と汚職を最小限にするためにリシュリューは、地方官吏をバイパスして国王に直接仕える役人のアンタンダン（地方監察官：intendant）へ替えている。だが、リシュリューの財政計画は民衆の暴動を引き起こすことになり、1636年から1639年に幾つもの農民反乱が起こった。リシュリューは反乱を徹底的に撃滅し、叛徒を過酷に扱っている。

### 晩年

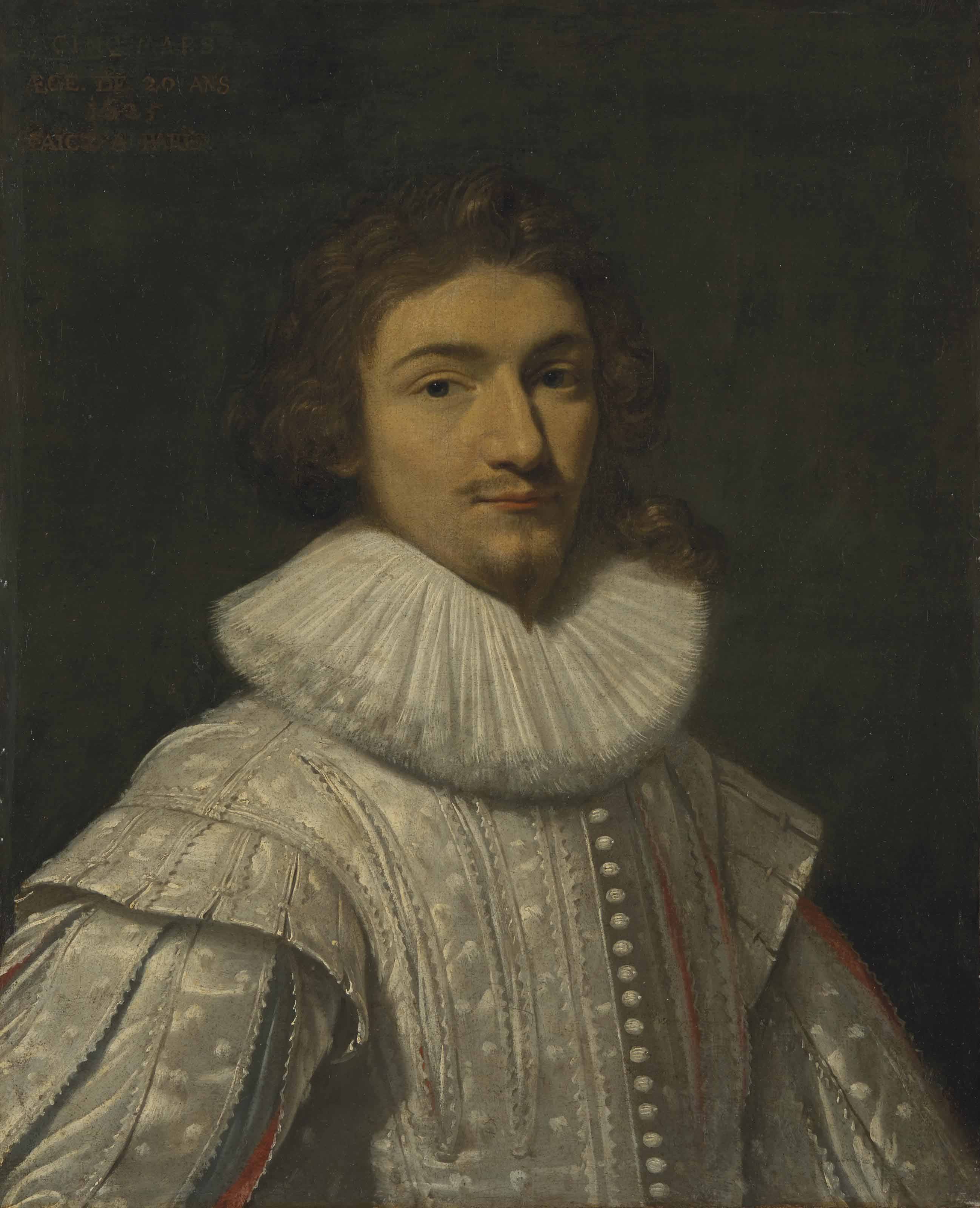
サン＝マール侯爵

晩年のリシュリューは教皇ウルバヌス8世を含む多くの人々と不和になっていた。リシュリューは教皇から嫌われ、フランスにおける教皇特使に任命することを拒否されていた。その代わりに教皇は、フランス教会（またはフランスの外交政策）を司ることが許されなかった。だが、この紛争は1641年に教皇がリシュリューの腹心であるジュール・マザランを枢機卿に叙階することによって大いに緩和された。ローマ・カトリック教会との紛争にも拘らず、リシュリューは教皇の権威をフランスから完全に排除せよとのガリカニスト（フランス教会至上主義）の主張には与しなかった。

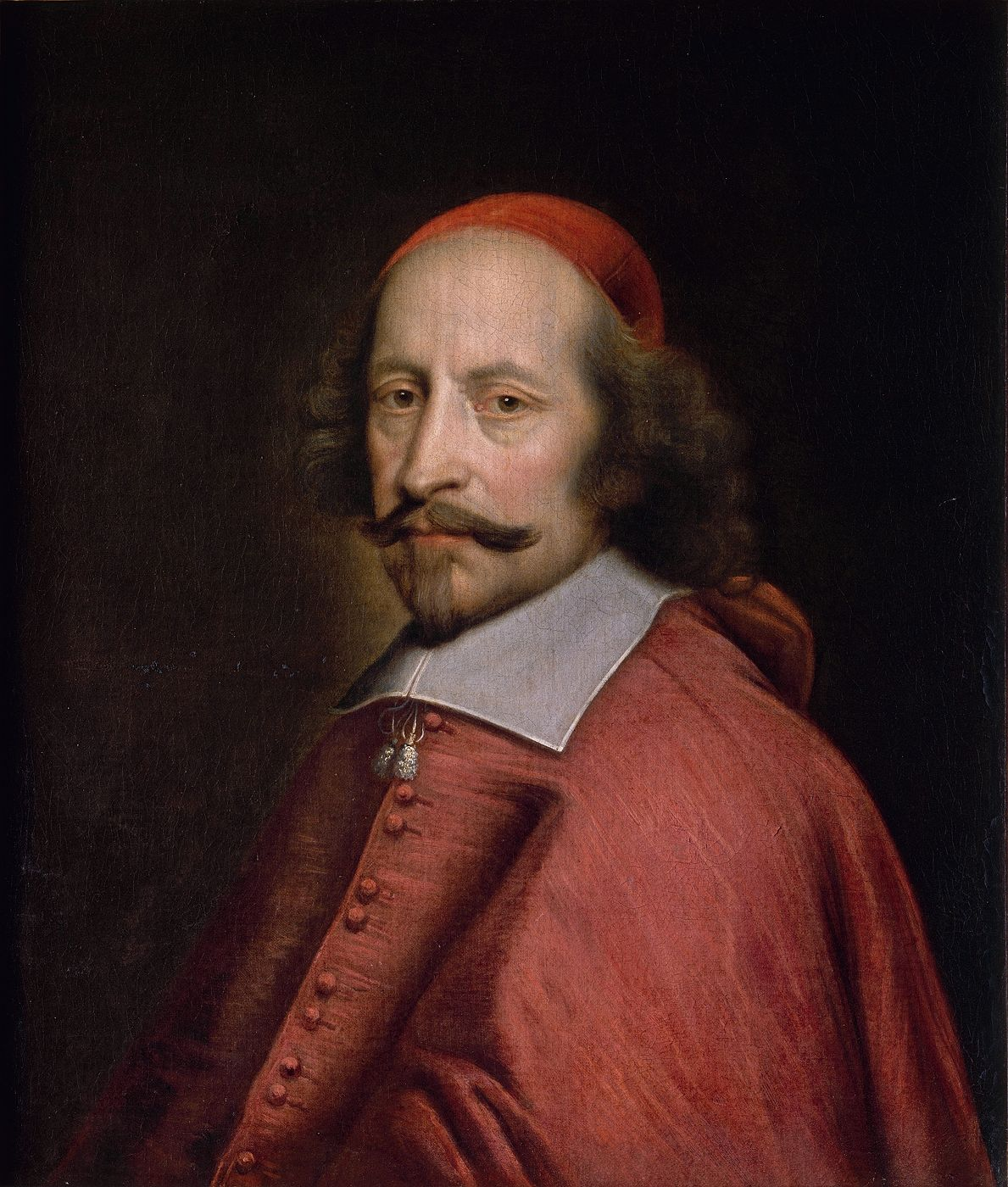
リシュリューの後継者マザラン枢機卿

死期が近付いたリシュリューは、彼を失脚させようとする陰謀に直面することになる。彼はサン＝マール侯爵アンリ・コワフィエ・ド・リュゼという若者を国王に紹介していた。サン＝マールの父はリシュリューの友人だった。さらに重要なことはサン＝マールをルイ13世の寵臣となし、国王の決定に対してリシュリューがより大きな影響力を及ぼすことだった。1639年にサン＝マール侯は国王の寵臣となったが、リシュリューの目論見と異なり、サン＝マール侯は彼の意のままにはならなかった。若い侯爵はリシュリューが彼に権力を与えようとしないことに不満だった。1641年、彼はソワソン伯によるリシュリュー失脚の陰謀に加担する。陰謀は失敗したが、この時は彼の関与は露見しなかった。翌1642年、サン＝マール侯は王弟オルレアン公を含む貴族とともに反乱を企てた。彼はまたスペイン王と密約を結び援助を取りつけていた。だが、リシュリューの諜報網が陰謀を探知して、密約の写しをリシュリューへ届けた。同年6月、サン＝マール侯は直ちに逮捕され処刑された。
だが、この時には既にリシュリューの健康は損なわれていた。彼は浸蝕性潰瘍を患い、また眼精疲労と頭痛にひどく悩まされており、他の多くの疾患も抱えていた。担架に乗って戦場で軍隊の指揮を執っていたリシュリューだったが、死期が近いと悟った彼は、最も信頼する腹心のマザラン枢機卿を後継者に指名した。元々マザランは聖座の代理人だったが、彼は教皇の元を去ってフランス国王に仕えていた。
1642年12月4日、リシュリューはパリの自邸パレ・カルディナル（現在のパレ・ロワイヤル）で死去した。臨終に際して聴罪司祭が「汝は汝の敵を愛しますか」と問うと、彼は「私には国家の敵より他に敵はなかった」と答えたという。遺体はソルボンヌの教会に埋葬された。
その半年後の1643年5月14日、国王ルイ13世が41歳で死去した。わずか4歳のルイ14世が即位し、リシュリューの後を継いだマザラン枢機卿が幼君の補佐をする宰相となる。

## 芸術と文化

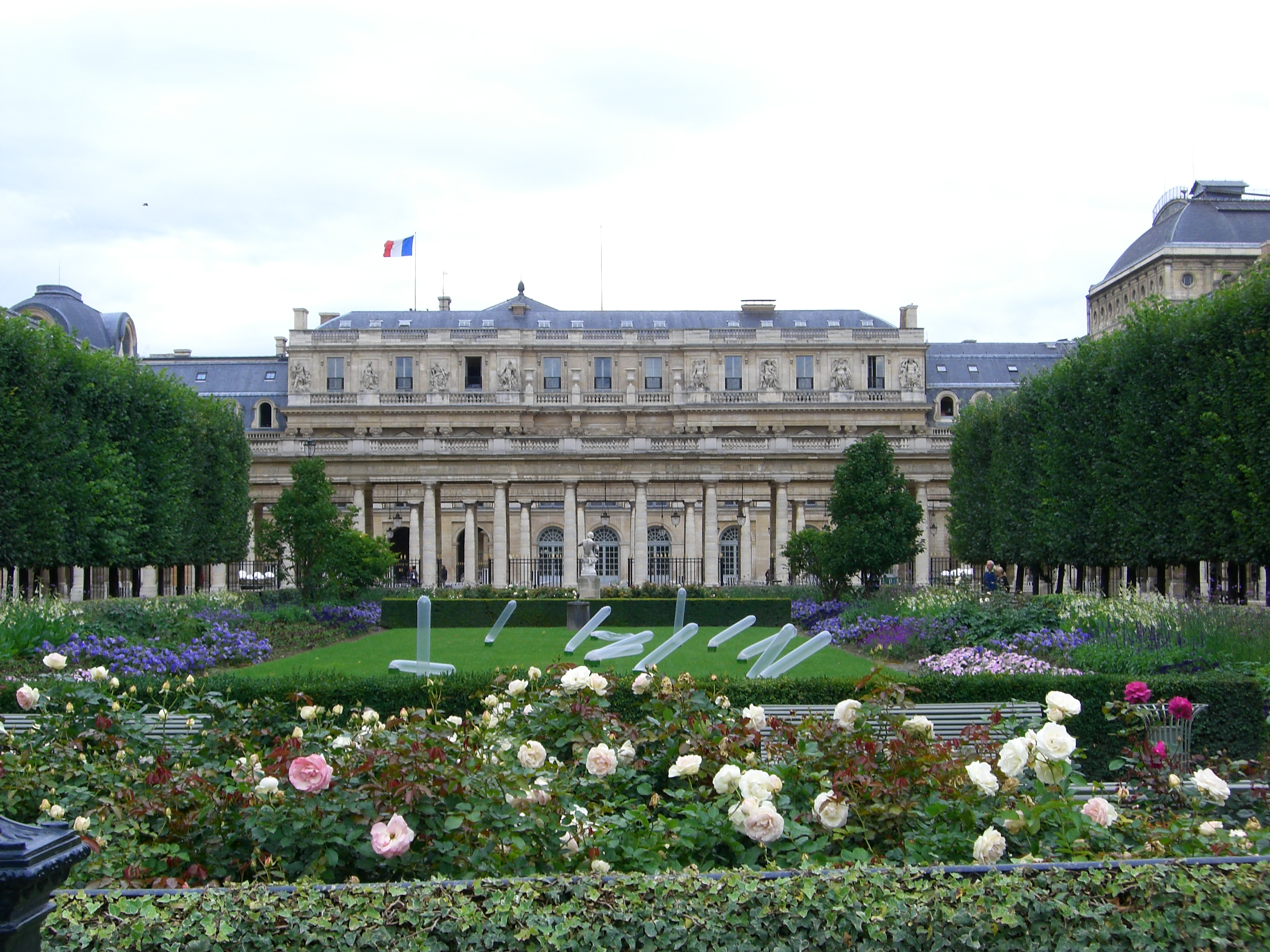
リシュリューの城館パレ・カルディナル（現在のパレ・ロワイヤル）

リシュリューは芸術家のパトロンとして有名だった。自身も多くの宗教や政治に関する著作を残しており、もっとも有名な著作が『政治的遺書』である。彼は多くの文学者に資金を出しており、また当時は芸術としての評価が低かった演劇も愛好した。後援した人物の一人に劇作家のコルネイユがいる。
リシュリューは傑出したフランス文学学会であるアカデミー・フランセーズを創設し、パトロンとなった。元々は非公式の文人サークルだったが、リシュリューがこの団体のために特許証を出している。アカデミー・フランセーズは40人の会員から成り、文学を奨励し、現在でもフランス語の公的権威であり続けている。リシュリューは学会の「保護者」となり、1672年以降、この地位には歴代のフランス国家元首が就いている。
1622年にリシュリューはソルボンヌの学長に選出された。彼は大学の建物の改築を取り仕切り、有名なチャペルを建築した。死後ここに埋葬された。リュソン司教であったため、彼の彫像がリュソン城外に建っている。
リシュリューはパリ市内の城館パレ・カルディナルの建築を監督した。城館はリシュリューの死後にパレ・ロワイヤルと名を変えて、現在はフランス憲法院、文化省、国務院が入っている。パレ・カルディナルの建築家ジャック・ルメルシエはアンドル＝エ＝ロワールにある一族伝来の領地の城館と周辺市街の建設も任され、この計画はリシュリュー城とリシュリュー市街の建設にまで発展した。彼はこの城館にヨーロッパ最大の芸術コレクションを加えており、最も有名な作品にはミケランジェロ製作の彫刻『奴隷』や、ルーベンス、プッサンそしてティツィアーノの絵画があった。詩人ラ・フォンテーヌはこの地を「世界でもっとも美しい村」と述べている。フランス革命が起こるとコレクションは散逸し、城館は解体された。

## 人物像

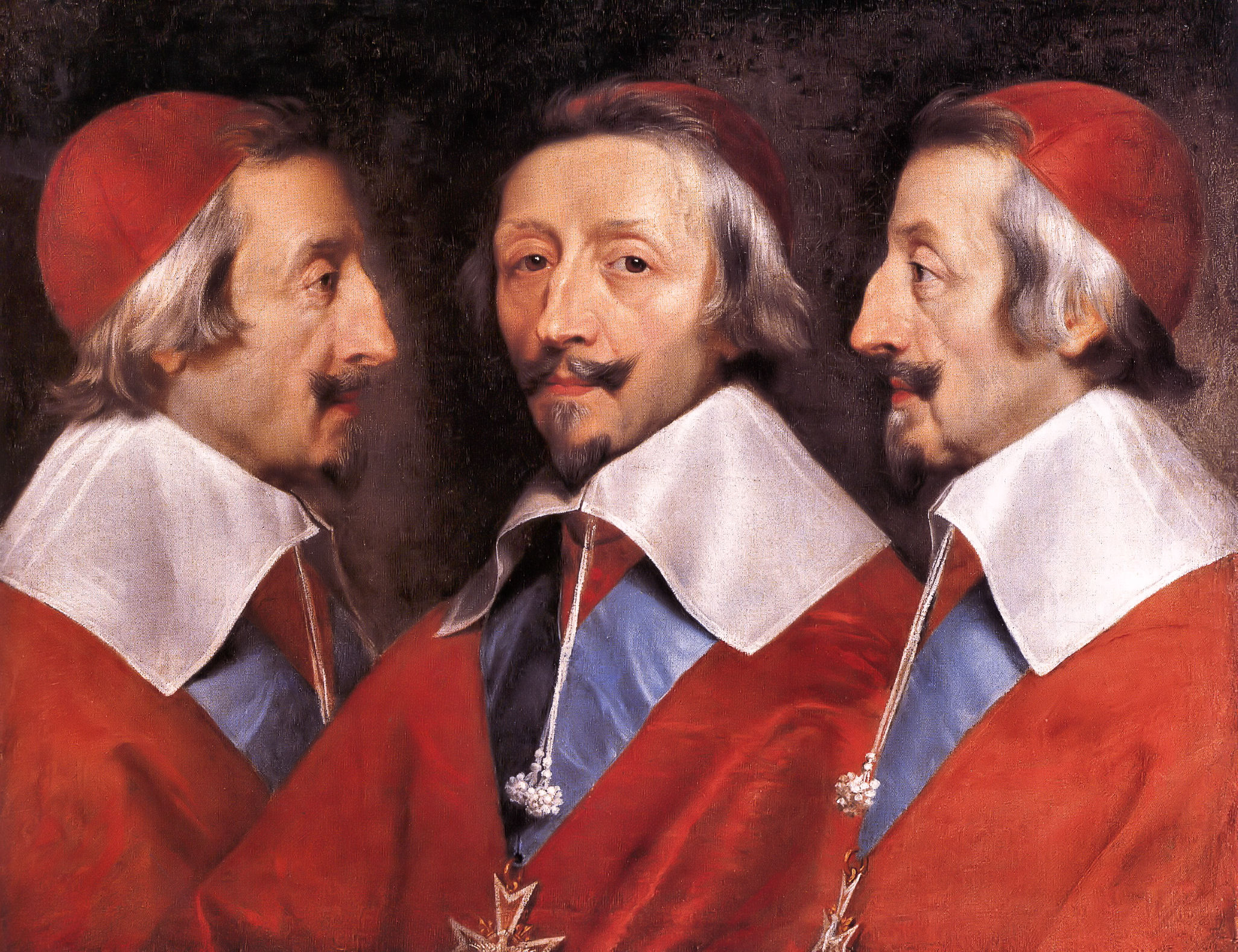
『リシュリューの三面像』フィリップ・ド・シャンパーニュ画

ブルボン朝の発展と繁栄のために大きく尽力し、近代フランスの礎を築いた大政治家であった。冷徹なマキャヴェリストであった反面、まれにみる無私の人でもあり、為政者としての広い度量を兼ね備えてもいた。
それゆえ政治家としてリシュリューを認める思想家も多い。リシュリューの死後、ヴォルテールやジュール・ミシュレ、モンテスキューがフランス国家に対する彼の功績を称えている。明治期の中江兆民は大政治家の一人としてビスマルクや諸葛孔明、徳川家康、大久保利通らとともにリシュリューの名を挙げている。
リシュリューの信念は「王権の拡大」と「盛大への意思」、すなわちフランスはあらゆる他国を押さえて強大にならねばならないとの確信であり、この信条に従わない者に対しては全てこれを「国家の敵」と見なして徹底的に撲滅を図った。「信賞必罰など必要無い。必罰だけが重要だ」という彼の言葉からもわかるように、他者を罰することは自身の生き甲斐でもあった。
私利私欲にとらわれない人物とされるが、私財を蓄え、家格を高めるために一族の婚姻政策を熱心に行っている。
性格的には陰気で癇癪を起こしやすく、一方でひどく塞ぎ込むこともあり、時には周囲を驚かすほどに泣き出すこともあった。もっともリシュリューは手紙で「私の怒りは理性から生じたものである」と政治的な演技であるとも述べてもいる。
大デュマ作の小説『三銃士』にも登場し、王妃や三銃士と対立して策謀を巡らす悪役としての側面と、フランスの発展に尽力する優れた政治家としての側面という両面から描かれている。

## 遺体
フランス革命の時期にリシュリューの遺体は他の場所へ改葬され、エンバーミングの際に取り除かれて替えられミイラ化した彼の頭部の顔面部分は盗まれてしまった。1796年までにこれはブルターニュのニコラ・アームの所有となり、彼はしばしばこのよく保存された顔面を公開した。これを相続した甥のルイ・フィリップ・アームもしばしば公開し、また学術研究のために貸し出している。1866年、ナポレオン3世はアームを説得して政府の所有に戻させ、他の部位の遺体とともに再埋葬させた。

## 系図
|  |  |        |        |        |        | フランソワ・デュ・プレシ・ド・リシュリュー | フランソワ・デュ・プレシ・ド・リシュリュー | フランソワ・デュ・プレシ・ド・リシュリュー | フランソワ・デュ・プレシ・ド・リシュリュー | フランソワ・デュ・プレシ・ド・リシュリュー | フランソワ・デュ・プレシ・ド・リシュリュー |                    |                    | シュザンヌ・ド・ポルト | シュザンヌ・ド・ポルト | シュザンヌ・ド・ポルト | シュザンヌ・ド・ポルト | シュザンヌ・ド・ポルト                                      | シュザンヌ・ド・ポルト                                      |                                                             |                                                             |                                                                      |                                                             |                              |                              |                              |                              |                |                |                                                                        |                                                                        |                                                                        |                                                                        |                                                                        |                                                                        |                        |                        |                        |                        |                      |                      |                      |                      |        |        |                      |                      |                      |                      |                              |                              |                              |                              |                              |                              |                  |                  |                  |                  |  |  |  |  |
|  |  |        |        |        |        | フランソワ・デュ・プレシ・ド・リシュリュー | フランソワ・デュ・プレシ・ド・リシュリュー | フランソワ・デュ・プレシ・ド・リシュリュー | フランソワ・デュ・プレシ・ド・リシュリュー | フランソワ・デュ・プレシ・ド・リシュリュー | フランソワ・デュ・プレシ・ド・リシュリュー |                    |                    | シュザンヌ・ド・ポルト | シュザンヌ・ド・ポルト | シュザンヌ・ド・ポルト | シュザンヌ・ド・ポルト | シュザンヌ・ド・ポルト                                      | シュザンヌ・ド・ポルト                                      |                                                             |                                                             |                                                                      |                                                             |                              |                              |                              |                              |                |                |                                                                        |                                                                        |                                                                        |                                                                        |                                                                        |                                                                        |                        |                        |                        |                        |                      |                      |                      |                      |        |        |                      |                      |                      |                      |                              |                              |                              |                              |                              |                              |                  |                  |                  |                  |  |  |  |  |
|  |  |        |        |        |        |                                            |                                            |                                            |                                            |                                            |                                            |                    |                    |                        |                        |                        |                        |                                                             |                                                             |                                                             |                                                             |                                                                      |                                                             |                              |                              |                              |                              |                |                |                                                                        |                                                                        |                                                                        |                                                                        |                                                                        |                                                                        |                        |                        |                        |                        |                      |                      |                      |                      |        |        |                      |                      |                      |                      |                              |                              |                              |                              |                              |                              |                  |                  |                  |                  |  |  |  |  |
|  |  |        |        |        |        |                                            |                                            |                                            |                                            |                                            |                                            |                    |                    |                        |                        |                        |                        |                                                             |                                                             |                                                             |                                                             |                                                                      |                                                             |                              |                              |                              |                              |                |                |                                                                        |                                                                        |                                                                        |                                                                        |                                                                        |                                                                        |                        |                        |                        |                        |                      |                      |                      |                      |        |        |                      |                      |                      |                      |                              |                              |                              |                              |                              |                              |                  |                  |                  |                  |  |  |  |  |
|  |  | アンリ | アンリ | アンリ | アンリ | アンリ                                     | アンリ                                     |                                            |                                            | アルフォンス・ルイ                         | アルフォンス・ルイ                         | アルフォンス・ルイ | アルフォンス・ルイ | アルフォンス・ルイ     | アルフォンス・ルイ     |                        |                        | アルマン・ジャン （リシュリュー） 枢機卿 初代リシュリュー公 | アルマン・ジャン （リシュリュー） 枢機卿 初代リシュリュー公 | アルマン・ジャン （リシュリュー） 枢機卿 初代リシュリュー公 | アルマン・ジャン （リシュリュー） 枢機卿 初代リシュリュー公 | アルマン・ジャン （リシュリュー） 枢機卿 初代リシュリュー公          | アルマン・ジャン （リシュリュー） 枢機卿 初代リシュリュー公 |                              |                              | フランソワーズ               | フランソワーズ               | フランソワーズ | フランソワーズ | フランソワーズ                                                         | フランソワーズ                                                         |                                                                        |                                                                        | ルネ・ド・ヴィニュロー                                                 | ルネ・ド・ヴィニュロー                                                 | ルネ・ド・ヴィニュロー | ルネ・ド・ヴィニュロー | ルネ・ド・ヴィニュロー | ルネ・ド・ヴィニュロー |                      |                      | ニコル               | ニコル               | ニコル | ニコル | ニコル               | ニコル               |                      |                      | ユルバン・ド・マイユ＝ブレゼ | ユルバン・ド・マイユ＝ブレゼ | ユルバン・ド・マイユ＝ブレゼ | ユルバン・ド・マイユ＝ブレゼ | ユルバン・ド・マイユ＝ブレゼ | ユルバン・ド・マイユ＝ブレゼ |                  |                  |                  |                  |  |  |  |  |
|  |  | アンリ | アンリ | アンリ | アンリ | アンリ                                     | アンリ                                     |                                            |                                            | アルフォンス・ルイ                         | アルフォンス・ルイ                         | アルフォンス・ルイ | アルフォンス・ルイ | アルフォンス・ルイ     | アルフォンス・ルイ     |                        |                        | アルマン・ジャン （リシュリュー） 枢機卿 初代リシュリュー公 | アルマン・ジャン （リシュリュー） 枢機卿 初代リシュリュー公 | アルマン・ジャン （リシュリュー） 枢機卿 初代リシュリュー公 | アルマン・ジャン （リシュリュー） 枢機卿 初代リシュリュー公 | アルマン・ジャン （リシュリュー） 枢機卿 初代リシュリュー公          | アルマン・ジャン （リシュリュー） 枢機卿 初代リシュリュー公 |                              |                              | フランソワーズ               | フランソワーズ               | フランソワーズ | フランソワーズ | フランソワーズ                                                         | フランソワーズ                                                         |                                                                        |                                                                        | ルネ・ド・ヴィニュロー                                                 | ルネ・ド・ヴィニュロー                                                 | ルネ・ド・ヴィニュロー | ルネ・ド・ヴィニュロー | ルネ・ド・ヴィニュロー | ルネ・ド・ヴィニュロー |                      |                      | ニコル               | ニコル               | ニコル | ニコル | ニコル               | ニコル               |                      |                      | ユルバン・ド・マイユ＝ブレゼ | ユルバン・ド・マイユ＝ブレゼ | ユルバン・ド・マイユ＝ブレゼ | ユルバン・ド・マイユ＝ブレゼ | ユルバン・ド・マイユ＝ブレゼ | ユルバン・ド・マイユ＝ブレゼ |                  |                  |                  |                  |  |  |  |  |
|  |  |        |        |        |        |                                            |                                            |                                            |                                            |                                            |                                            |                    |                    |                        |                        |                        |                        |                                                             |                                                             |                                                             |                                                             |                                                                      |                                                             |                              |                              |                              |                              |                |                |                                                                        |                                                                        |                                                                        |                                                                        |                                                                        |                                                                        |                        |                        |                        |                        |                      |                      |                      |                      |        |        |                      |                      |                      |                      |                              |                              |                              |                              |                              |                              |                  |                  |                  |                  |  |  |  |  |
|  |  |        |        |        |        |                                            |                                            |                                            |                                            |                                            |                                            |                    |                    |                        |                        |                        |                        |                                                             |                                                             |                                                             |                                                             |                                                                      |                                                             |                              |                              |                              |                              |                |                |                                                                        |                                                                        |                                                                        |                                                                        |                                                                        |                                                                        |                        |                        |                        |                        |                      |                      |                      |                      |        |        |                      |                      |                      |                      |                              |                              |                              |                              |                              |                              |                  |                  |                  |                  |  |  |  |  |
|  |  |        |        |        |        |                                            |                                            |                                            |                                            |                                            |                                            |                    |                    |                        |                        |                        |                        |                                                             |                                                             |                                                             |                                                             | フランソワ・ド・ヴィニュロー                                         | フランソワ・ド・ヴィニュロー                                | フランソワ・ド・ヴィニュロー | フランソワ・ド・ヴィニュロー | フランソワ・ド・ヴィニュロー | フランソワ・ド・ヴィニュロー |                |                | マリー・マドレーヌ・ド・ヴィニュロー） エギュイヨン公夫人 コンバレ夫人 | マリー・マドレーヌ・ド・ヴィニュロー） エギュイヨン公夫人 コンバレ夫人 | マリー・マドレーヌ・ド・ヴィニュロー） エギュイヨン公夫人 コンバレ夫人 | マリー・マドレーヌ・ド・ヴィニュロー） エギュイヨン公夫人 コンバレ夫人 | マリー・マドレーヌ・ド・ヴィニュロー） エギュイヨン公夫人 コンバレ夫人 | マリー・マドレーヌ・ド・ヴィニュロー） エギュイヨン公夫人 コンバレ夫人 |                        |                        | ルール・ド・コンバレ   | ルール・ド・コンバレ   | ルール・ド・コンバレ | ルール・ド・コンバレ | ルール・ド・コンバレ | ルール・ド・コンバレ |        |        | クレール・クレマンス | クレール・クレマンス | クレール・クレマンス | クレール・クレマンス | クレール・クレマンス         | クレール・クレマンス         |                              |                              | ルイ2世 コンデ公             | ルイ2世 コンデ公             | ルイ2世 コンデ公 | ルイ2世 コンデ公 | ルイ2世 コンデ公 | ルイ2世 コンデ公 |  |  |  |  |
|  |  |        |        |        |        |                                            |                                            |                                            |                                            |                                            |                                            |                    |                    |                        |                        |                        |                        |                                                             |                                                             |                                                             |                                                             | フランソワ・ド・ヴィニュロー                                         | フランソワ・ド・ヴィニュロー                                | フランソワ・ド・ヴィニュロー | フランソワ・ド・ヴィニュロー | フランソワ・ド・ヴィニュロー | フランソワ・ド・ヴィニュロー |                |                | マリー・マドレーヌ・ド・ヴィニュロー） エギュイヨン公夫人 コンバレ夫人 | マリー・マドレーヌ・ド・ヴィニュロー） エギュイヨン公夫人 コンバレ夫人 | マリー・マドレーヌ・ド・ヴィニュロー） エギュイヨン公夫人 コンバレ夫人 | マリー・マドレーヌ・ド・ヴィニュロー） エギュイヨン公夫人 コンバレ夫人 | マリー・マドレーヌ・ド・ヴィニュロー） エギュイヨン公夫人 コンバレ夫人 | マリー・マドレーヌ・ド・ヴィニュロー） エギュイヨン公夫人 コンバレ夫人 |                        |                        | ルール・ド・コンバレ   | ルール・ド・コンバレ   | ルール・ド・コンバレ | ルール・ド・コンバレ | ルール・ド・コンバレ | ルール・ド・コンバレ |        |        | クレール・クレマンス | クレール・クレマンス | クレール・クレマンス | クレール・クレマンス | クレール・クレマンス         | クレール・クレマンス         |                              |                              | ルイ2世 コンデ公             | ルイ2世 コンデ公             | ルイ2世 コンデ公 | ルイ2世 コンデ公 | ルイ2世 コンデ公 | ルイ2世 コンデ公 |  |  |  |  |
|  |  |        |        |        |        |                                            |                                            |                                            |                                            |                                            |                                            |                    |                    |                        |                        |                        |                        |                                                             |                                                             |                                                             |                                                             |                                                                      |                                                             |                              |                              |                              |                              |                |                |                                                                        |                                                                        |                                                                        |                                                                        |                                                                        |                                                                        |                        |                        |                        |                        |                      |                      |                      |                      |        |        |                      |                      |                      |                      |                              |                              |                              |                              |                              |                              |                  |                  |                  |                  |  |  |  |  |
|  |  |        |        |        |        |                                            |                                            |                                            |                                            |                                            |                                            |                    |                    |                        |                        |                        |                        |                                                             |                                                             |                                                             |                                                             | アルマン・ジャン・ド・ヴィニュロー・デュ・プレシ 第2代リシュリュー公 |                                                             |                              |                              |                              |                              |                |                |                                                                        |                                                                        |                                                                        |                                                                        |                                                                        |                                                                        |                        |                        |                        |                        |                      |                      |                      |                      |        |        |                      |                      |                      |                      |                              |                              |                              |                              |                              |                              |                  |                  |                  |                  |  |  |  |  |
|  |  |        |        |        |        |                                            |                                            |                                            |                                            |                                            |                                            |                    |                    |                        |                        |                        |                        |                                                             |                                                             |                                                             |                                                             |                                                                      |                                                             |                              |                              |                              |                              |                |                |                                                                        |                                                                        |                                                                        |                                                                        |                                                                        |                                                                        |                        |                        |                        |                        |                      |                      |                      |                      |        |        |                      |                      |                      |                      |                              |                              |                              |                              |                              |                              |                  |                  |                  |                  |  |  |  |  |
|  |  |        |        |        |        |                                            |                                            |                                            |                                            |                                            |                                            |                    |                    |                        |                        |                        |                        |                                                             |                                                             |                                                             |                                                             | ルイ・フランソワ・アルマン 第3代リシュリュー公                       |                                                             |                              |                              |                              |                              |                |                |                                                                        |                                                                        |                                                                        |                                                                        |                                                                        |                                                                        |                        |                        |                        |                        |                      |                      |                      |                      |        |        |                      |                      |                      |                      |                              |                              |                              |                              |                              |                              |                  |                  |                  |                  |  |  |  |  |
|  |  |        |        |        |        |                                            |                                            |                                            |                                            |                                            |                                            |                    |                    |                        |                        |                        |                        |                                                             |                                                             |                                                             |                                                             |                                                                      |                                                             |                              |                              |                              |                              |                |                |                                                                        |                                                                        |                                                                        |                                                                        |                                                                        |                                                                        |                        |                        |                        |                        |                      |                      |                      |                      |        |        |                      |                      |                      |                      |                              |                              |                              |                              |                              |                              |                  |                  |                  |                  |  |  |  |  |
|  |  |        |        |        |        |                                            |                                            |                                            |                                            |                                            |                                            |                    |                    |                        |                        |                        |                        |                                                             |                                                             |                                                             |                                                             | ルイ・アントワーヌ・ソフィー 第4代リシュリュー公                     |                                                             |                              |                              |                              |                              |                |                |                                                                        |                                                                        |                                                                        |                                                                        |                                                                        |                                                                        |                        |                        |                        |                        |                      |                      |                      |                      |        |        |                      |                      |                      |                      |                              |                              |                              |                              |                              |                              |                  |                  |                  |                  |  |  |  |  |
|  |  |        |        |        |        |                                            |                                            |                                            |                                            |                                            |                                            |                    |                    |                        |                        |                        |                        |                                                             |                                                             |                                                             |                                                             |                                                                      |                                                             |                              |                              |                              |                              |                |                |                                                                        |                                                                        |                                                                        |                                                                        |                                                                        |                                                                        |                        |                        |                        |                        |                      |                      |                      |                      |        |        |                      |                      |                      |                      |                              |                              |                              |                              |                              |                              |                  |                  |                  |                  |  |  |  |  |
|  |  |        |        |        |        |                                            |                                            |                                            |                                            |                                            |                                            |                    |                    |                        |                        |                        |                        |                                                             |                                                             |                                                             |                                                             | アルマン・エマニュエル 第5代リシュリュー公                           |                                                             |                              |                              |                              |                              |                |                |                                                                        |                                                                        |                                                                        |                                                                        |                                                                        |                                                                        |                        |                        |                        |                        |                      |                      |                      |                      |        |        |                      |                      |                      |                      |                              |                              |                              |                              |                              |                              |                  |                  |                  |                  |  |  |  |  |